# Leicester Stanhope (5e comte de Harrington)
Leicester FitzGerald Charles Stanhope, 5e comte de Harrington (2 septembre 1784 - 7 septembre 1862), est un pair anglais et un militaire.

## Biographie
Leicester Stanhope est né à Dublin en 1784, le troisième fils de Charles Stanhope (3e comte de Harrington), et de Jane Stanhope, comtesse de Harrington.
Il devient cornette et sous-lieutenant dans le 1er Régiment de Life Guards le 1er octobre 1799. Il est promu lieutenant le 20 octobre 1802. Il passe au 9e Régiment d'Infanterie le 19 mars 1803, et le 2 avril 1803 achète une capitainerie dans le 10e Régiment (le Prince of Wales's Own) de (Légers) Dragons. Le 9 novembre 1803, il passe aux Carabiniers (6e Dragoon Guards), et le 27 janvier 1813, au 17e Régiment de Light Dragoons. Promu major, il est nommé adjudant général adjoint aux Indes orientales le 29 juin 1815, et lieutenant-colonel breveté. Il passe au 47e régiment d'infanterie et est nommé quartier-maître général adjoint le 24 avril 1817.
De la fin de 1817 à 1818, Stanhope et son régiment prennent part à la troisième guerre anglo-maratha. Le 14 octobre 1818, il est nommé compagnon du bain pour son service dans le conflit. Il démissionne de son poste de quartier-maître le 29 mars 1821 et achète une place de lieutenant-colonel le 26 juin 1823. Il est breveté colonel le 10 janvier 1837.
Il est actif avec Lord Byron pour la cause de l'indépendance grecque, bien qu'il ne soit en Grèce qu'en 1823 et 1824 et que ses relations avec Byron n'étaient pas tout à fait harmonieuses. Il écrit Un croquis de l'histoire et de l'influence de la presse dans l'Inde britannique (1823) et la Grèce en 1823 et 1824.

## Vie privée
Le 23 avril 1831, à l'église de St James, Piccadilly, il épouse Elizabeth Green, fille de William Green et d'Ann Rose Hall, toutes deux de la Jamaïque. Ils ont quatre enfants:
- Anna Caroline Stanhope (16 juillet 1832 - 9 avril 1913), épouse Edward Sacheverell Chandos-Pole
- Algernon Russell Gayleard Stanhope (1838–1847)
- Geraldine Evelyn Stanhope (26 janvier 1841 - 5 janvier 1914), épouse Edward Leeson (6e comte de Milltown), sans descendance
- Sydney Stanhope, 6e comte de Harrington (1845–1866)

En 1851, il hérite du comté de son frère, Charles Stanhope (4e comte de Harrington).
En 1852, Stanhope acquiert une parcelle de terrain appartenant autrefois au potager du Palais de Kensington. Il fait construire Harrington House (ou n ° 13 Kensington Palace Gardens), dans son style gothique préféré, pour un coût de 15000 £. Harrington House appartient à la famille jusqu'à la Première Guerre mondiale; Depuis 1930, Harrington House abrite l'ambassade de Russie. L'extérieur de la maison est conçu par Decimus Burton, suivant les plans esquissés par le comte. Les travaux sont menés sous la supervision de Charles James Richardson, qui est l'arpenteur du vaste domaine du comté de South Kensington. L'architecture peu orthodoxe de la maison est largement critiquée, notamment par Richardson; Lord Harrington, cependant, pense que c'est «une maison sans faute».
Stanhope meurt le 7 septembre 1862 à Harrington House.Il est remplacé par son fils Sydney Seymour Hyde Stanhope, 6e comte de Harrington. 